# Västerbottens Fotbollförbund
Västerbottens Fotbollförbund (Västerbottens FF), grundat 16 mars 1924, är ett av de 24 distriktsförbunden under Svenska Fotbollförbundet. Västerbottens FF administrerar de lägre serierna för seniorer och ungdomsserierna i Västerbottens län.

## Serier
Västerbottens FF administrerar följande serier:

### Herrar
Division 4 - två serier

Division 5 - två serier

Division 6 - två serier

### Damer
Division 3 - två serier

### Övriga serier
- Ungdomsserier
- Reservlagsserier